# Nicholas Aylward Vigors
Nicholas Aylward Vigors (1785 – 26 ottobre 1840) è stato uno zoologo e politico irlandese.
Vigors nacque a Old Leighlin, nella contea di Carlow. Studiò al Trinity College di Oxford. Combatté nella guerra peninsulare dal 1809 al 1811. Poi tornò a Oxford, dove si laureò nel 1817.
Vigors fu un cofondatore della Società Zoologica di Londra nel 1826 e il suo primo segretario fino al 1833. In quell'anno fondò quella che sarebbe diventata la Società Entomologica Reale di Londra. Fu membro della Linnean Society e della Royal Society. Scrisse 40 libri, la maggior parte dei quali di ornitologia. Collaborò insieme a John Gould nella stesura di A Century of Birds from the Himalaya Mountains (1830-32).
Vigors ereditò da suo padre nel 1828. Fu deputato di Carlow nel Parlamento dal 1832 fino alla sua morte.
| Vigors è l'abbreviazione standard utilizzata per le specie animali descritte da Nicholas Aylward Vigors. Categoria:Taxa classificati da Nicholas Aylward Vigors |

## Galleria d'immagini

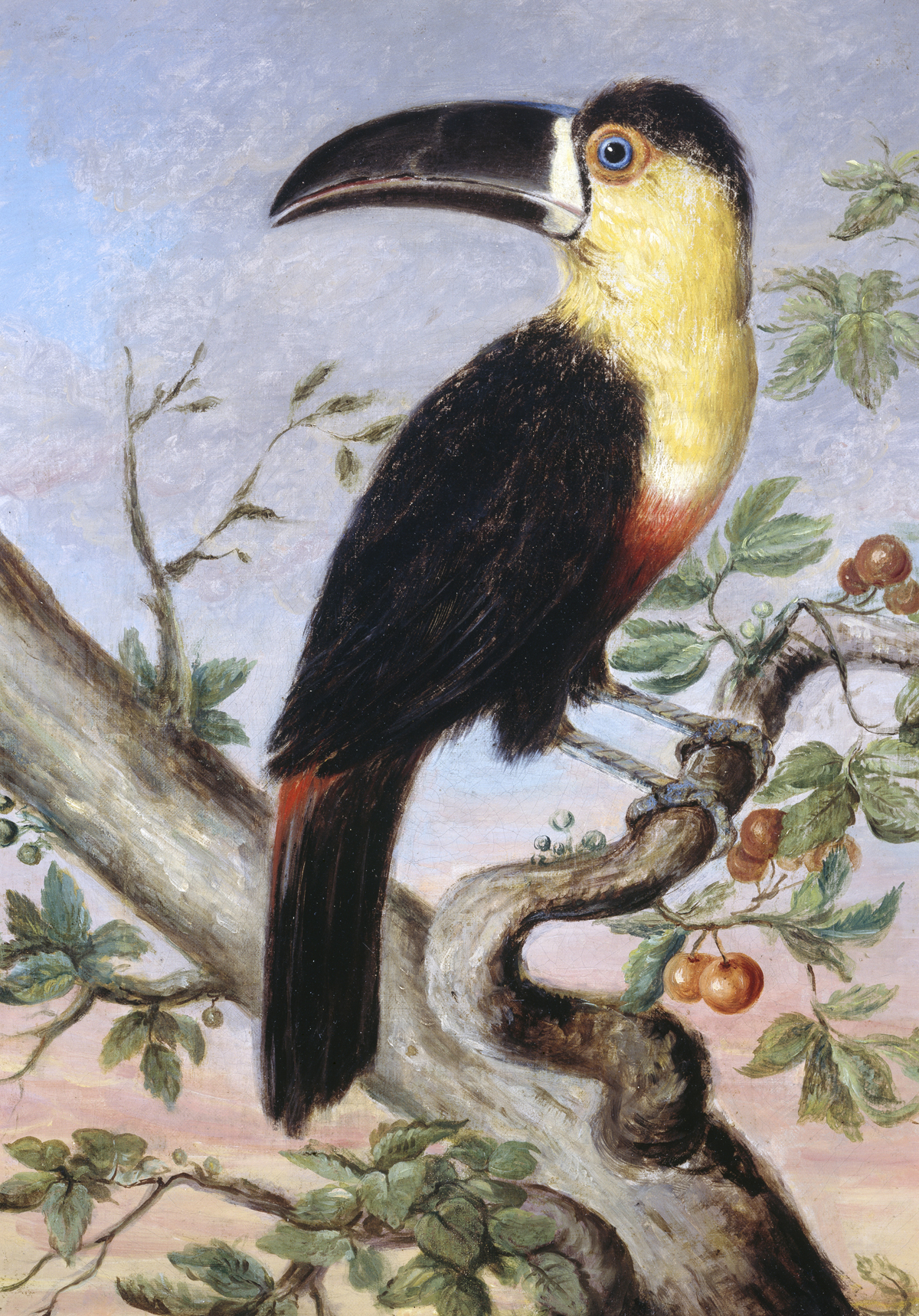
Tucano disegnato da Nicholas Vigors nel 1831
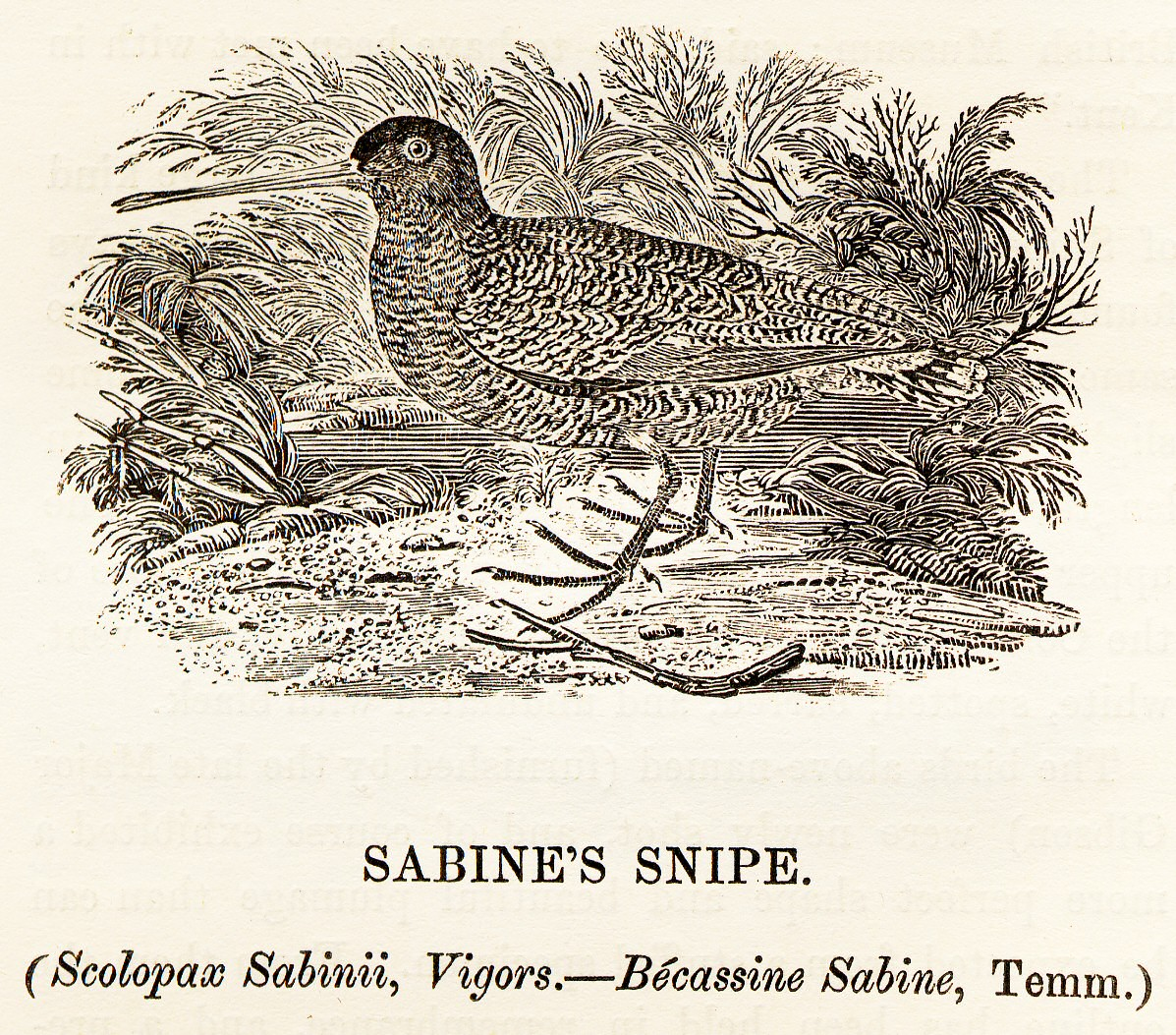